# Lidingsberg

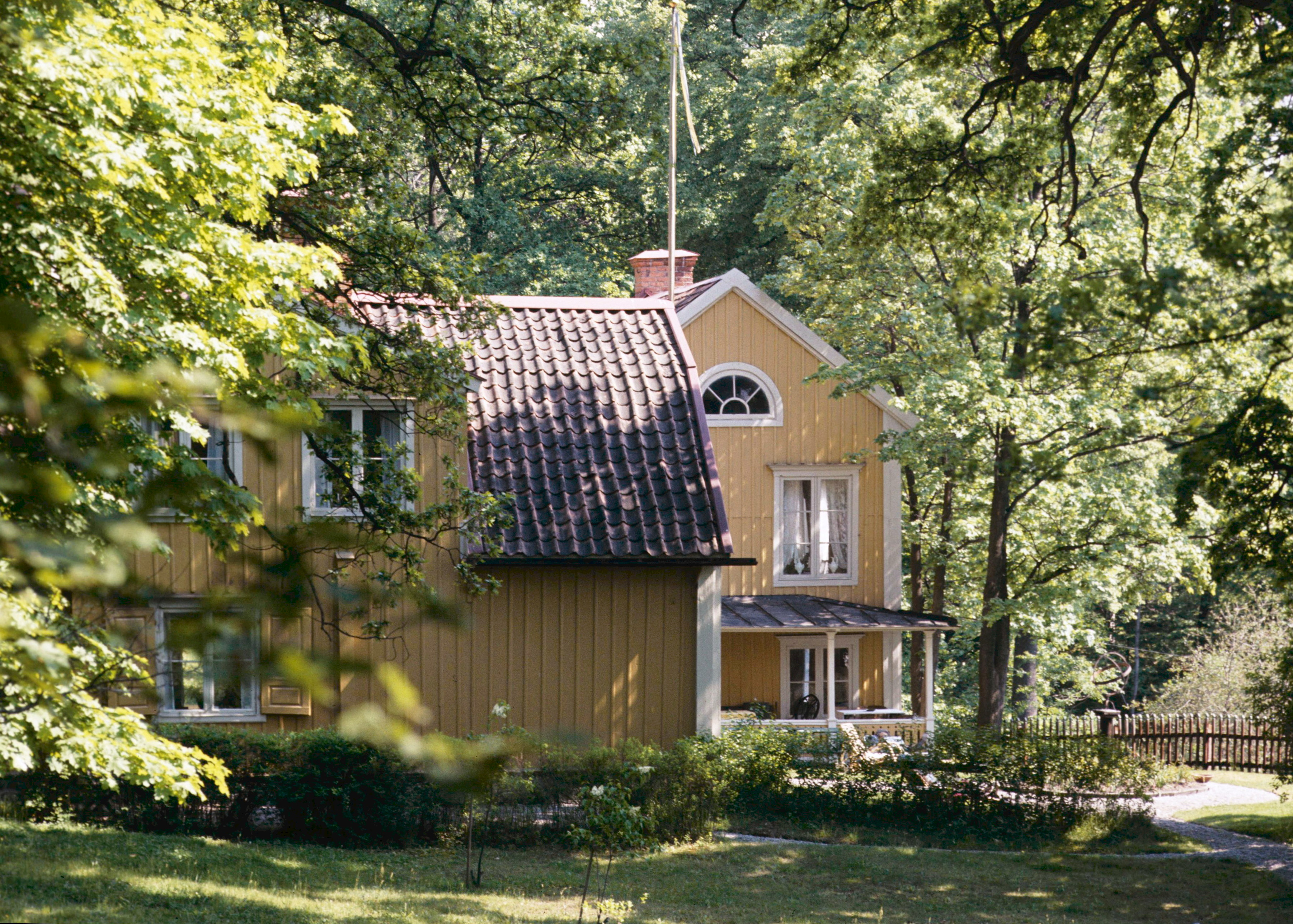
Lidingsbergs huvudbyggnad och flygel i början av 1970-talet.

Lidingsberg på södra Lidingö är en privatägd gård på ett stort tomtområde nedanför bostadsområdet Baggeby gränsande mot Lilla Värtan. Gården är en av de allra bäst bevarade sommarresidensen på Lidingö från 1800-talet. Gården innehas av släkten Wedberg och utgör Lidingös största privatägda tomt med yta på omkring sex hektar. Lidingös kortaste namngivna väg, Lidingsbergsvägen, leder ner till gården. Gårdens hus är byggnadsminnesförklarade sedan 1954 och alla renoveringar sker i samarbete med Stockholms läns museum.

## Historia

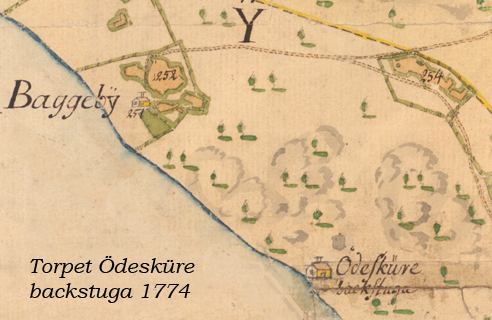
Det ursprungliga torpet "Ödesküre backstuga" i dalsänkan vid Lidingsberg strax öster om Baggeby gård, dokumenterad på en karta med ursprung från lantmätare Lars Kiezlinghs karta över Lidingö, 1720.

Den förste ägaren, tullkontrollören Petter Eriksson-Svedberg (1725-1803), uppförde redan 1775 en mangårdsbyggnad vid Lidingsberg som ingick i hans köp av Bodals gård, Baggeby gård och Gångsätra gård på Lidingö när Banérs i Djursholm på grund av ekonomiska problem var tvungna att sälja ut alla Lidingögårdar runt 1774-1775. Innan Svedberg uppförde sin nya mangårdsbyggnad fanns ett mindre torp i Lidingsberg, på en karta från 1720 kallat Ödesküre backstuga. Svedberg lät anlägga en trädgård där han planterade 100 ekar och mer än 100 pilar. Petter Eriksson-Svedberg fick inga barn. Den 25 maj 1793, vid 68 års ålder, skrev han ett gåvobrev där han skänkte alla sina gårdsägor på Lidingö till sina brorsbarn Olof Olofsson Svedberg och Anna Johansdotter Svedberg (1769-mars 1822). 

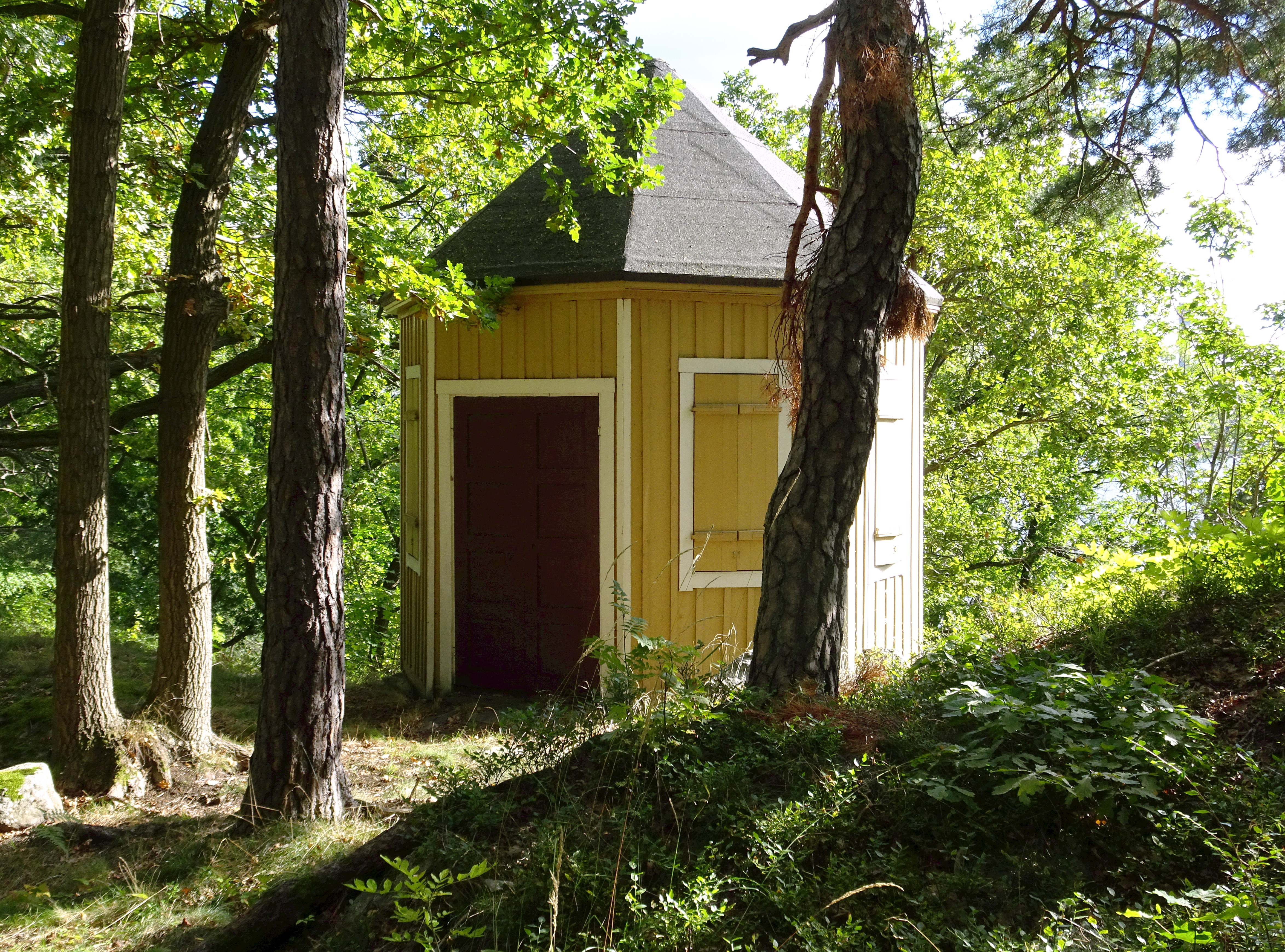
Lidingsbergs lusthus, 2021.

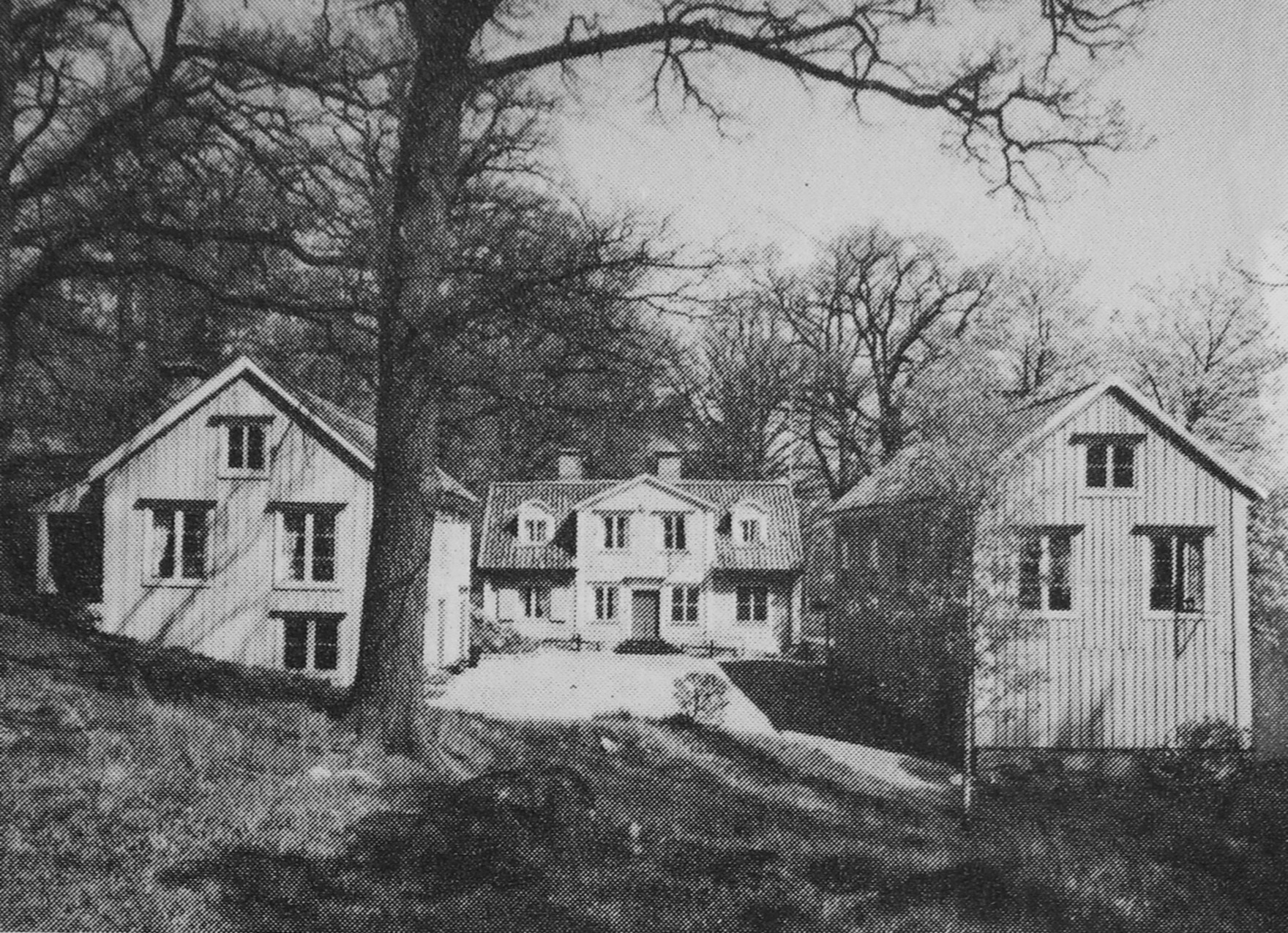
Lidingsbergs huvudbebyggelse sedd från öster på 1960-talet. Teaterflygeln till höger.

Olof Olofsson Svedberg tog hand om Gångsätra gård och Anna Johansdotter gården Lidingsberg. Anna Svedberg gifte sig vid 35 års ålder med Gustav Lundblad (1773-1813) och de fick en dotter: Anna Gustava Lundblad (f. 1805). Anna och Gustav Lundblad blev i ett utslag i tingsrätten 1806 tillerkända gårdarna Bodal, Baggeby och Lidingsberg. I september 1822 – efter Anna Johansdotter Svedbergs död – gifte sig dottern Anna Gustava Lundblad med Johan Wedbergfrån Nora som hade flyttat till Stockholm vid 17 års ålder där han fick arbete som biträde i en livsmedelsbutik. Deras äktenskap resulterade i två barn, dottern Johanna Gustava Wedberg (1823-1898) och sonen Johan Otto Wedberg (1826-1912). Han var far till justitierådet Birger Wedberg (1870-1945) som uppförde Bodals gård 1935.
Mangårdsbyggnaden byggdes ut 1832 och 1837 ombyggdes en ursprunglig bagarstuga för att fungera som salong, den nuvarande södra flygeln. 1840 lät Johan Otto Wedberg inreda en komplett teater i den norra flygeln som fortfarande är intakt med originalinredning innefattande kulissarrangemang, separat sminkloge och allt annat som tillhörde en liten teater vid mitten av 1800-talet. De skådespel som uppfördes i den privata teatern var av August von Kotzebue, Eugène Scribe och August Blanche, medan skådespelarna ofta var amatörer ur släkten Wedberg och vänner till familjen, där bland andra justitierådet Johan Otto Wedberg var en flitig aktör. Under 1840-talet uppfördes ett par grindstugor med stall, smedja och dass. 1850 byggdes ett lusthus på en hög klippavsats nära vattnet som blev ett välbekant riktmärke för sjöfarten på Lilla Värtan. En ångbåtsbrygga tillkom 1869 samt en tvättstuga under seklets slut. Därefter har husen i princip förblivit oförändrade fram till idag.
Åren 1901 till 1902 skedde en uppstyckning genom laga skifte av den gemensamma lantbruksfastigheten Bodal-Baggeby som även inbegrep en del av Gångsätra gård mellan de ursprungliga hemmanen Bodal och Baggeby i ett 10-tal delar med en stor separat fastighet för Lidingsberg. Fram mot 1950-talet skedde den tomtändring av Lidingsberg i en mindre fastighet som gäller idag när de stora bostadsområdena Baggeby och Bodal gränsande mot Lilla Värtan började bebyggas med flerbostadshus med början omkring 1951, som avslutades omkring 1965. Det sista markområdet som ursprungligen tillhörde Bodals gård som ägdes av Johan Otto Wedberg, utgjordes av lantbruksfastighetens östra del gränsande mot Skärsätras markområde. Området kom att kallas Larsberg och började bebyggas med flerbostadshus omkring 1965 och stod klart omkring 1967. Johan Otto Wedbergs son Birger Wedberg ärvde Bodals lantbruksfastighet.
I början av 2000-talet var Lidingsberg fortfarande i familjen Wedbergs ägo och vårdades omsorgsfullt. Vid infarten uppfördes en modern villa, ett envånings trähus, som smälter väl in i miljön. Området är i dag privat mark och man kommer inte längre än till grinden.

## Fotografier tagna på 1960-talet

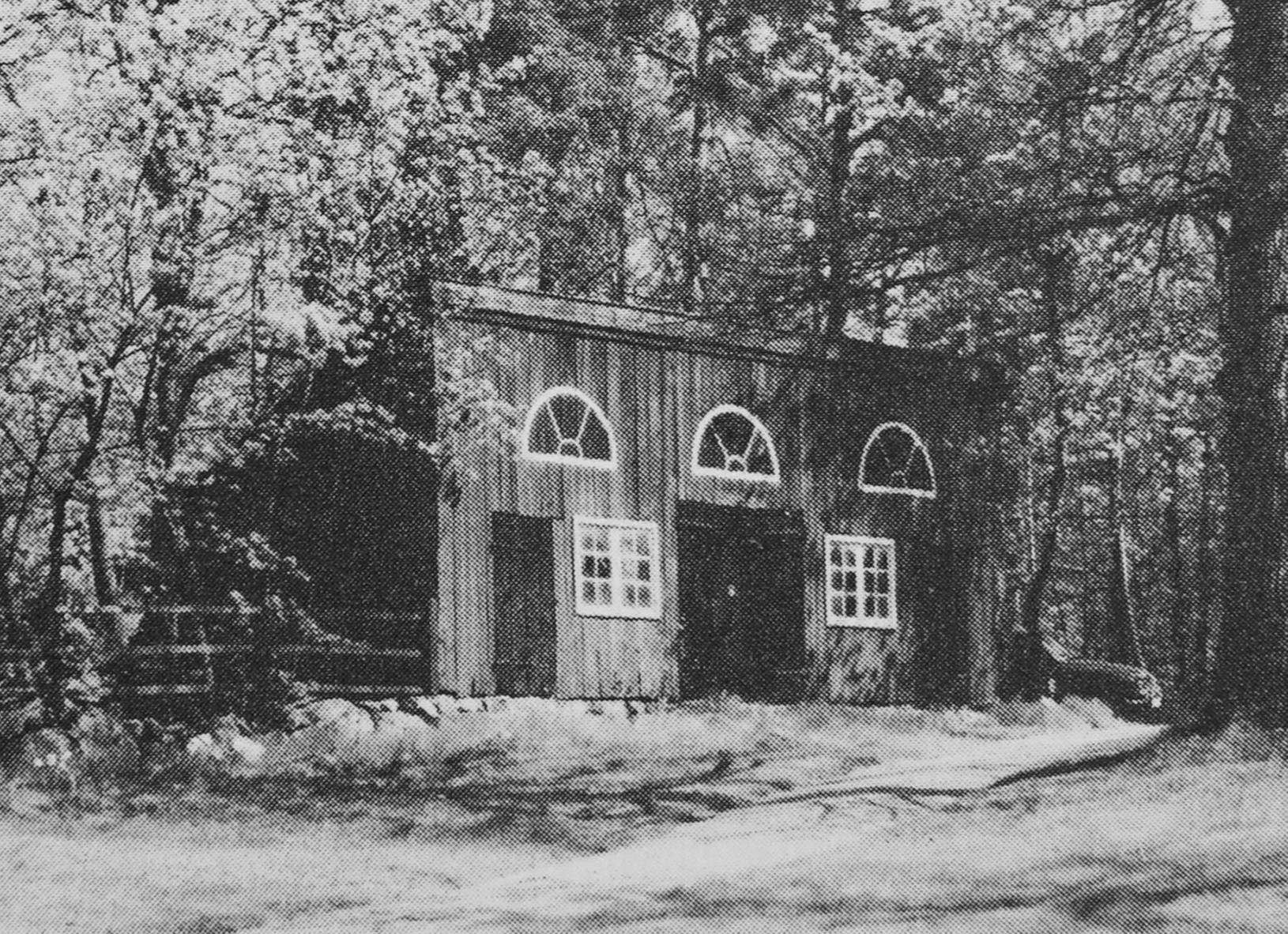
F.d. vagnbod och stall.
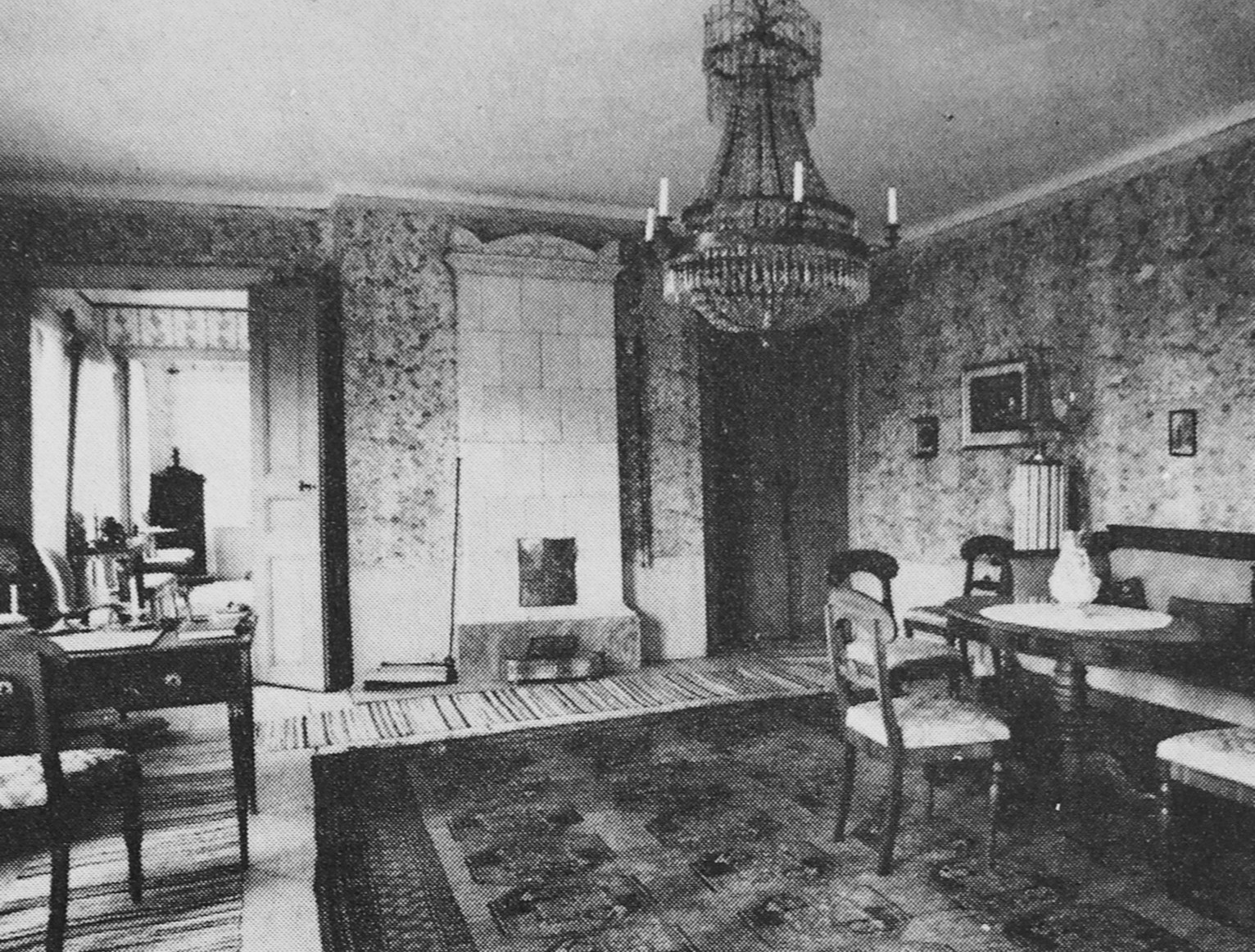
Stora salongen.
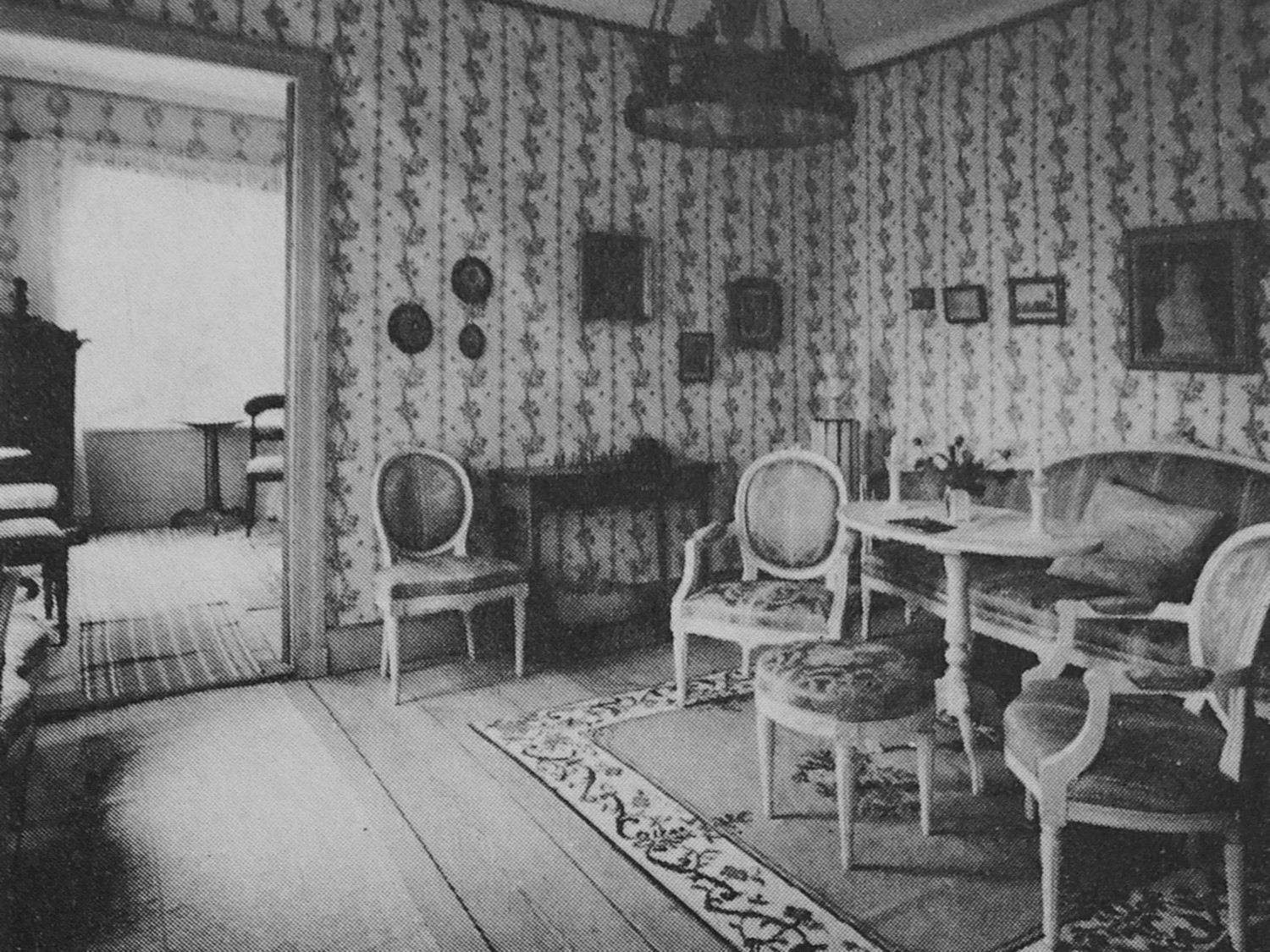
Förmak.
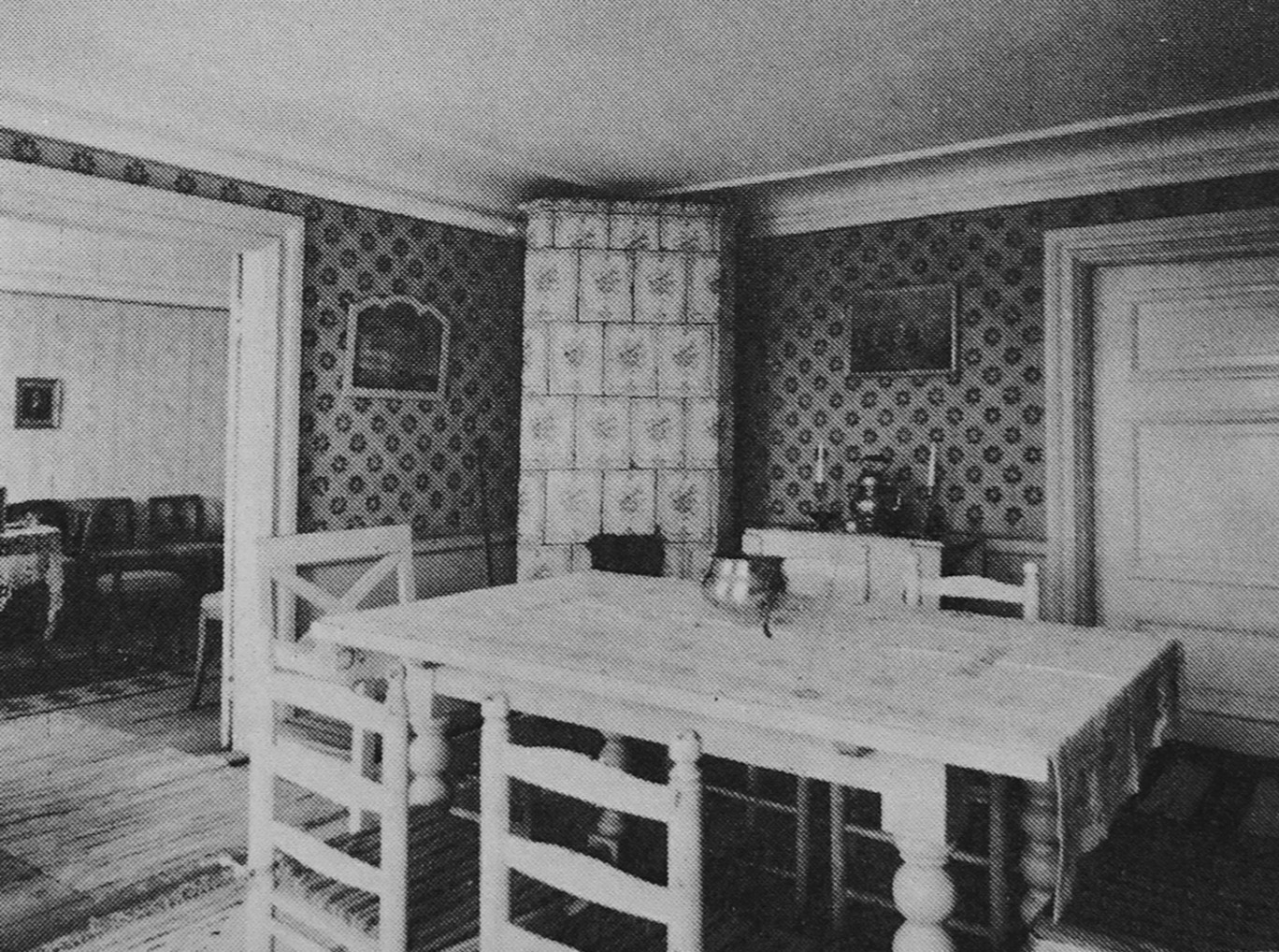
Matsal.

### Fotnoter
1. ↑  Boken Lidingöliv i gamla dar av Birger Wedberg är författad vid Lidingsberg.
2. ↑  RAÄ:s bebyggelseregister: LIDINGÖ 8:55 - husnr 4, HUVUDBYGGNAD (lagskydd)
3. ↑  Släktnamnet Wedberg är ett taget namn från Wedevågs bruk i Vedevåg.
4. ↑  Johan Otto Wedbergs syster gifte sig 1847 med Martin Ludvig Bergström (1818-1895) som tidigt uppvisade ett stort teaterintresse och som på 1830-talet blev utsedd till stadsmajor.
5. ↑  Promenader på Lidingö: Från liten stuga till stor gård